# Hayashichroma lambi
Hayashichroma lambi là một loài bọ cánh cứng trong họ Cerambycidae.